# Agrypon sulcosum
Agrypon sulcosum là một loài tò vò trong họ Ichneumonidae.